# Marokkanische Botschaft in Berlin

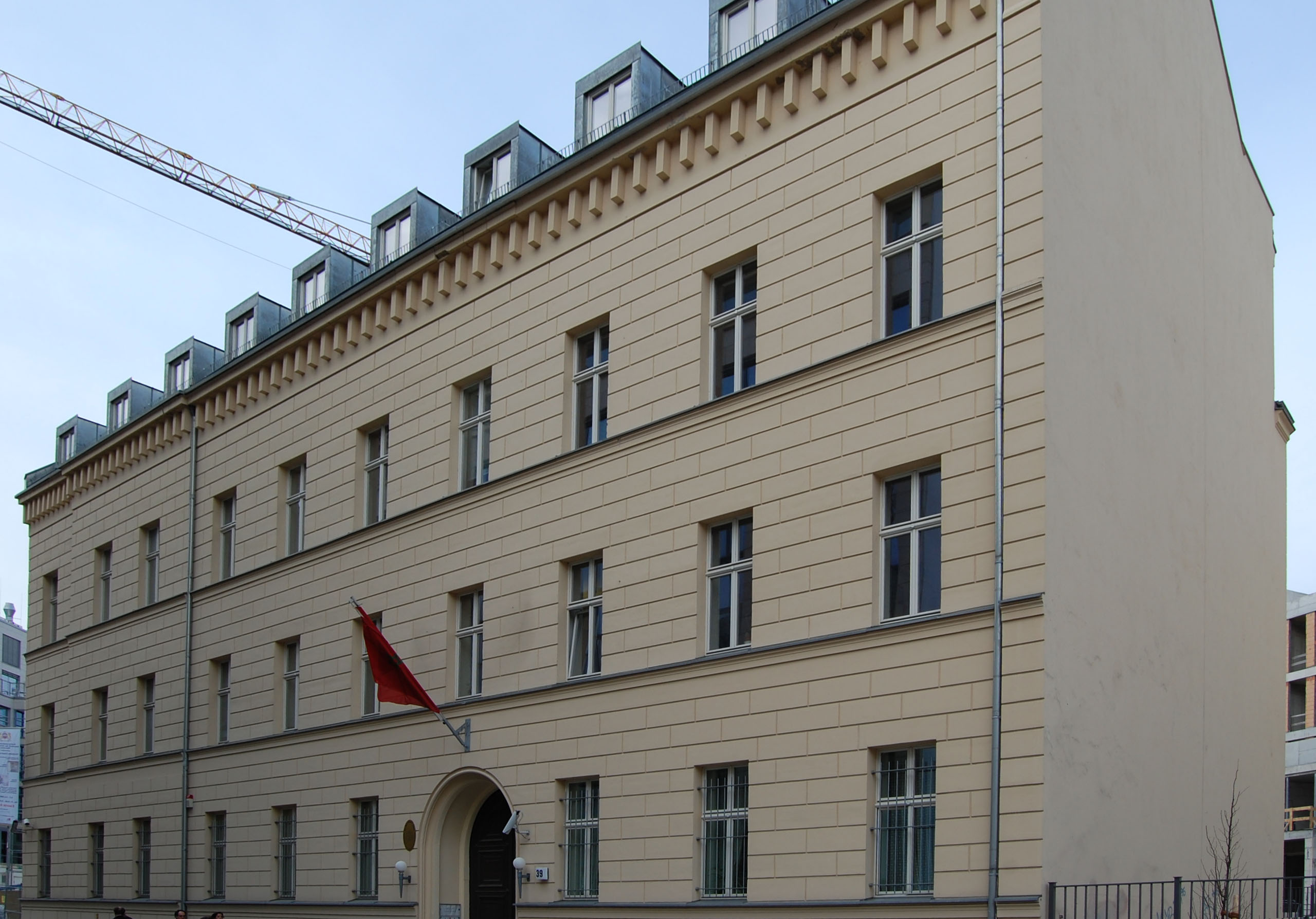
Botschaft Marokkos in der Niederwallstraße 39 in Berlin

Die marokkanische Botschaft in Berlin (offiziell Botschaft des Königreichs Marokko, arabisch سفارة المملكة المغربية) ist der Hauptsitz der diplomatischen Vertretung Marokkos in Deutschland. Das Botschaftsgebäude befindet sich in der Niederwallstraße 39 im Berliner Ortsteil Mitte des gleichnamigen Bezirks.
Der marokkanischen Botschaft in Berlin unterstehen des Weiteren Honorarkonsulate in Bremen, Kassel und Tutzing. In Düsseldorf und Frankfurt am Main befinden sich außerdem von der Konsularabteilung der Botschaft unabhängig organisierte Generalkonsulate des Königreichs Marokko. Botschafterin ist seit dem 11. September 2019 Zohour Alaoui.

## Geschichte
Von der Aufnahme diplomatischer Beziehungen mit der Bundesrepublik Deutschland im Jahr 1957 bis 1999 befand sich die Botschaft Marokkos in der damaligen Bundeshauptstadt Bonn im Godesberg-Villenviertel in der Gotenstraße 7/9.
Die DDR nahm 1972 diplomatische Beziehungen zu Marokko auf. Der Botschaftssitz befand sich in der Kuckhoffstraße 116 in Berlin-Niederschönhausen.
Das von Marokko nach dem Umzug der deutschen Bundesregierung nach Berlin ausgesuchte Gebäude im Berliner Stadtzentrum ist ein historisches Bauwerk; es beherbergte im 18. Jahrhundert den Kurfürstlichen Jägerhof, bis zum Jahr 1945 diente es als Sitz verschiedener Abteilungen der Reichsbank. In den späten 1930er Jahren befand sich im Haus auch das Polizeirevier 6. In der DDR war das Gebäude Redaktionssitz der Wochenzeitung Sonntag des Aufbau-Verlages.

## Architektur

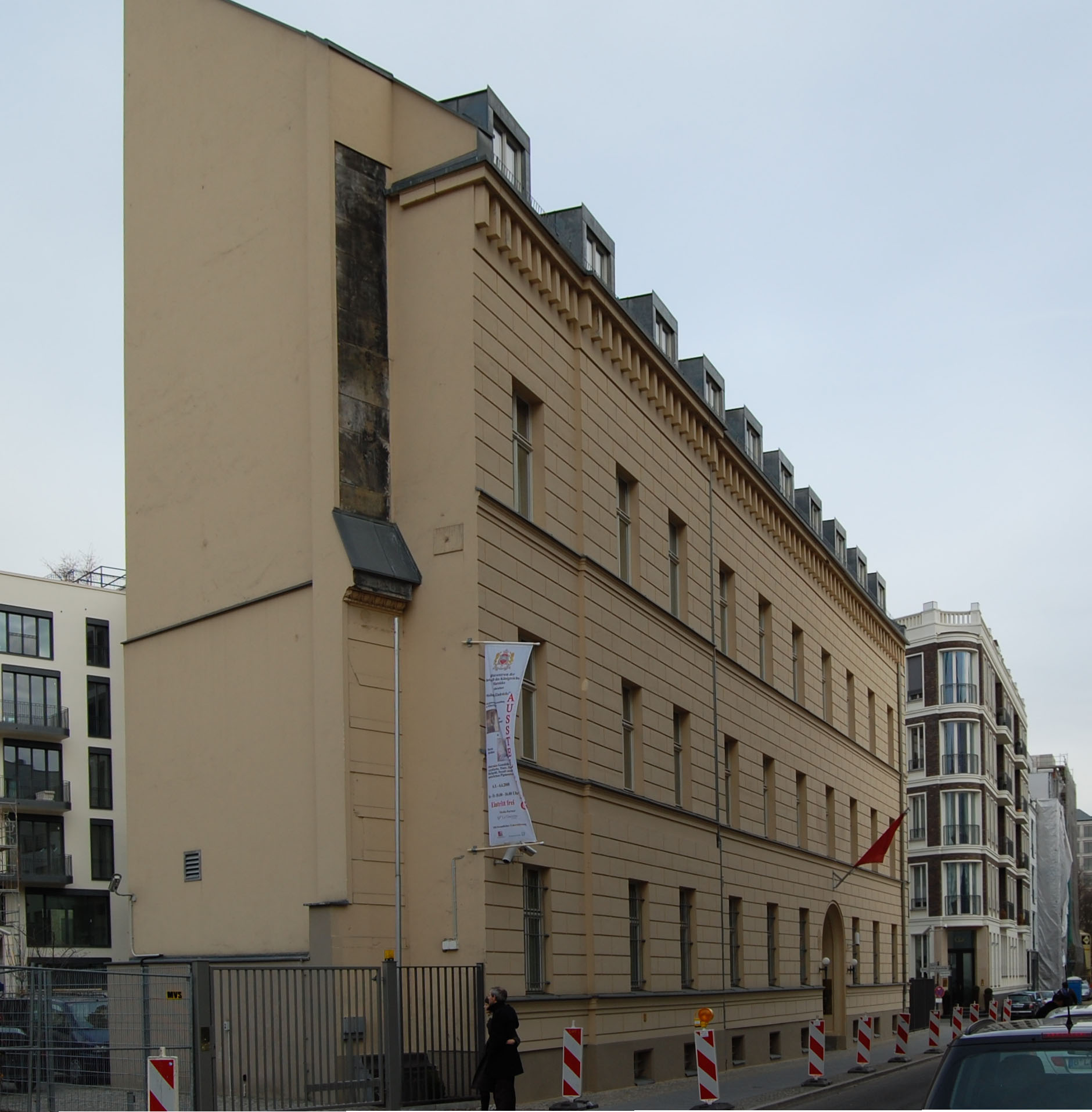
Seitenansicht der Botschaft

Das dreigeschossige Bauwerk entstand um 1775 als Kurfürstlicher Jägerhof und ist ein gelistetes Baudenkmal. Der erhaltene schmale Gebäudeteil wurde saniert, neu verputzt und seine Dachetage zur Nutzung ausgebaut. Es gehört zum Bauensemble um den Gendarmenmarkt.